# گمینا بوتشکی
گمینا بوتشکی (به لهستانی:  Gmina Boćki) یک گمینا در لهستان است که در شهرستان بیلسک واقع شده‌است. گمینا بوتشکی ۲۳۲٫۰۶ کیلومتر مربع مساحت و ۴٬۹۰۶ نفر جمعیت دارد.